# 좡루이슝
좡루이슝(중국어 정체자: 莊瑞雄, 병음: Zhuāng Rùixióng, 1963년 4월 20일 ~ )은 타이완의 정치인으로, 2015년 핑둥현 제3선거구이자 2020년 비례대표의 입법위원으로 당선된다.